# Bisetocreagris turkestanica
Bisetocreagris turkestanica är en spindeldjursart som först beskrevs av Beier 1929.  Bisetocreagris turkestanica ingår i släktet Bisetocreagris och familjen helplåtklokrypare. Inga underarter finns listade.